# Coen Hissink
Johan Coenraad (Coen) Hissink (Kampen, 5 oktober 1878 – Neuengamme, 17 februari 1942) was een Nederlandse acteur en schrijver.

## Levensloop
Hissink begon zijn carrière als acteur in het theater. Hij stond echter ook bekend als schrijver. In 1910 publiceerde hij een verhandeling over Shakespeares toneelstuk The Merchant of Venice, waar Louis Bouwmeester de hoofdrol in vertolkte. Hissink ging met pen en papier in de stalles zitten en noteerde alles wat hij zag en hoorde.
Later schreef Hissink een verhalenbundel, waarin hij de combinatie van een decadente levensstijl, homoseksualiteit, prostitutie en cocaïne beeldend beschreef. Ter inspiratie bezocht hij in 1928 in Berlijn een homoseksuele uitgaansgelegenheid, waar hij cocaïne snoof in een toilet. Van zijn ervaringen stelde hij een boek samen, dat werd uitgebracht onder de titel Cocaïne: Berlijnsch zedenbeeld.
Hissink is het meest bekend door zijn loopbaan in het theater. Niet alleen was hij te zien in toneelstukken, maar ook achter de schermen was hij werkzaam. Samen met Albert van Dalsum en Eugène Gilhuys richtte hij Het Groot Tooneel op, dat zich in de Plantage Schouwburg vestigde. Hij was in 1917 de leider van een Joseph in Dothan-voorstelling en trad op als 'Levi' in een openluchttheater. Ook deelde hij met Marie Gilhuys-Sasbach de hoofdrol in een opvoering van Othello, die op 15 september 1918 in première ging.
Hissink was vanaf 1914 ook te zien in verscheidene stomme films, veelal gedistribueerd door Filmfabriek Hollandia. Hij trok zich in 1925 terug uit de filmindustrie, om vervolgens in 1934 weer terug te keren. Hij vervulde gedurende de jaren dertig bijrollen in films en werkte ook mee aan hoorspelen. Zijn laatste film werd in 1942 uitgebracht. 
Inmiddels was de Tweede Wereldoorlog uitgebroken. Hissink en zijn vriendin Nel Hissink raakten al snel in het verzet en hij weigerde zich aan te sluiten bij de Kultuurkamer. Hissink werd in 1941 opgepakt en naar concentratiekamp Neuengamme gestuurd. Daar kwam hij op 64-jarige leeftijd om het leven.